# تنیس کلاسیک کامن‌ولث بنک ۲۰۰۸
تنیس کلاسیک کامن‌ولث بنک عنوان یک تورنمنت تنیس بود که روی زمین‌های سخت تنیس برگزار شد. این، چهاردهمین دورهٰ تنیس کلاسیک کامن‌ولث بنک و بخشی از سری Tier III تور دبلیوتی‌ای ۲۰۰۸ بود. مکان این مسابقات در گرند هایت بالی واقع در بالی اندونزی و زمان آن از ۸ سپتامبر تا ۱۴ سپتامبر ۲۰۰۸ بود.

## قهرمانان

### تک‌نفره
پتی اشنایدر با نتیجهٔ ۶–۳، ۶–۰ بر  تامیرا پاسک پیروز شد. 
- این اولین قهرمانی اشنایدر در سال و یازدهمین در مجموع بود.

### دونفره
Su-wei Hsieh /  Shuai Peng با نتیجهٔ ۶–۷(۴)، ۷–۶(۳)، ۱۰–۷  مارتا دوماچووسکا /  نادیا پترووا پیروز شدند.